# Kevin Galván
Kevin Galván (Colón, 10 de marzo de 1996) es un futbolista panameño que juega en la demarcación de lateral izquierdo para el Sporting San Miguelito de la Primera División de Panamá.

## Trayectoria

### Inicios
Se formó en las categorías inferiores del Millenium FC jugando diferentes torneos juveniles.

### Sporting SM
El 1 de febrero de 2014 fue anunciado como nuevo jugador del Sporting San Miguelito, equipo con el que jugó diferentes torneos reservas. Debutó en la Primera División de Panamá el 31 de enero de 2016 en la victoria 2 a 1 contra el San Francisco FC sustituyendo a Jordy Melendez en el minuto 82. en la LPF Clausura 2016 jugó 13 partidos, en la LPF Apertura 2016 jugó 11 partidos, en la LPF Clausura 2017 jugó 13 partidos y anotó 1 gol, en la LPF Apertura 2017 jugó 11 partidos, en la LPF Clausura 2018 jugó 11 partidos, en el Torneo Apertura 2018 jugó 9 partidos, en el Torneo Clausura 2019 jugó 17 partidos llegando hasta los playoff, en el Torneo Apertura 2019 jugó 11 partidos nuevamente llegando hasta los playoff, en el Torneo Clausura 2020 jugó 8 partidos, en el Torneo Apertura 2021 jugó 5 partidos llegando hasta las semifinales, en el Torneo Clausura 2021 jugó 12 partidos, quedó subcampeón del Torneo Apertura 2022 en donde jugó 17 partidos, en la Liga Concacaf 2022 jugó 4 partidos y anotó 1 gol llegando hasta los octavos de final, en el Torneo Clausura 2022 jugó 13 partidos  llegando hasta las semifinales, Torneo Apertura 2023 jugó 16 partidos y anotó 2 goles llegando hasta las semifinales, en la Copa Centroamericana de Concacaf 2023 jugó 3 partidos quedándose en fase de grupos, en el Torneo Clausura 2023 jugó 10 partidos llegando hasta las semifinales.

### UCV FC
El 12 de enero de 2024 fue anunciado como nuevo jugador de la Universidad Central de Venezuela Fútbol Club.

## Selección nacional

### Categorías inferiores
Jugó con la selección de fútbol sub-17 de Panamá el Campeonato Sub-17 de la Concacaf de 2013 en donde quedó subcampeón y jugó 5 partidos y la Copa Mundial de Fútbol Sub-17 de 2013 en donde jugó 3 partidos quedándose en fase de grupos, con la selección de fútbol sub-20 de Panamá jugó el Campeonato Sub-20 de la Concacaf de 2015 en donde jugó 5 partidos quedando subcampeón de dicho torneo, estuvo convocado en la Copa Mundial de Fútbol Sub-20 de 2015 pero no disputó ningún partido y con la selección de fútbol sub-23 de Panamá jugó el Preolímpico de Concacaf de 2015 en donde disputó el 3 partidos.

### Selección absoluta
Hizo su debut con la selección absoluta el 11 de septiembre de 2018 en un partido amistoso contra Venezuela que finalizó con un resultado de 0-2 a favor del combinado venezolano tras un doblete de Salomón Rondón. en la Copa Oro 2019 jugó 1 partido llegando hasta los cuartos de final.

### Participaciones en selección nacional
| Copa          | Sede           | Resultado        | Partidos | Goles |
| ------------- | -------------- | ---------------- | -------- | ----- |
| Copa Oro 2019 | Estados Unidos | Cuartos de final | 1        | 0     |

## Clubes
| Club                   | País      | Año       | Partidos | Goles |
| ---------------------- | --------- | --------- | -------- | ----- |
| Sporting San Miguelito | Panamá    | 2016-2023 | 191      | 5     |
| UCV FC                 | Venezuela | 2024-2025 | 8        | 0     |
| Sporting San Miguelito | Panamá    | 2025-     | 4        | 0     |